# سمیر حجاوی
سمیر حجاوی (انگلیسی: Samir Hadjaoui؛ (زادهٔ ۱۶ فوریهٔ ۱۹۷۹ – درگذشتهٔ ۱۶ مهٔ ۲۰۲۱) بازیکن فوتبال اهل الجزایر بود.
از باشگاه‌هایی که در آن بازی کرده‌ بود می‌توان به باشگاه فوتبال وفاق سطیف، باشگاه فوتبال بارادو، باشگاه فوتبال شباب بلوزداد، باشگاه فوتبال المپیک شلف، باشگاه فوتبال القبائل، و باشگاه فوتبال قسنطینه اشاره کرد.
وی همچنین در تیم ملی فوتبال الجزایر بازی کرده‌ بود.